# Helina hengshanensis
Helina hengshanensis är en tvåvingeart som beskrevs av Wang och Ma 1992. Helina hengshanensis ingår i släktet Helina och familjen husflugor.
Artens utbredningsområde är Jilin (Kina). Inga underarter finns listade i Catalogue of Life.